# Championnats d'Europe de karaté 1996
Les championnats d'Europe de karaté 1996 sont des championnats internationaux de karaté qui ont eu lieu à Paris, en France, en 1996. Cette édition a été la 31e des championnats d'Europe de karaté seniors organisés par la Fédération européenne de karaté chaque année depuis 1966. Un total de 461 athlètes provenant de 36 pays y ont participé.

## Résultats

### Épreuves individuelles

#### Kata
| Rang | Pays   | Karatéka      |
| ---- | ------ | ------------- |
| 1    | France | Michaël Milon |
| 2    | ?      | ?             |
| 3    | ?      | ?             |

| Rang | Pays      | Karatéka          |
| ---- | --------- | ----------------- |
| 1    | Slovaquie | Marcela Remiasova |
| 2    | ?         | ?                 |
| 3    | France    | Catherine Bernard |

#### Kumite

##### Kumite masculin
| Rang | Pays   | Karatéka    |
| ---- | ------ | ----------- |
| 1    | France | Damien Dovy |
| 2    | ?      | ?           |
| 3    | ?      | ?           |

| Rang | Pays   | Karatéka           |
| ---- | ------ | ------------------ |
| 1    | France | Alexandre Biamonti |
| 2    | ?      | ?                  |
| 3    | ?      | ?                  |

| Rang | Pays     | Karatéka         |
| ---- | -------- | ---------------- |
| 1    | Pays-Bas | Anthony Boelbaai |
| 2    | ?        | ?                |
| 3    | ?        | ?                |

| Rang | Pays        | Karatéka         |
| ---- | ----------- | ---------------- |
| 1    | Royaume-Uni | Wayne Otto       |
| 2    | ?           | ?                |
| 3    | Allemagne   | Kosta Sariyannis |

| Rang | Pays   | Karatéka        |
| ---- | ------ | --------------- |
| 1    | France | Gilles Cherdieu |
| 2    | ?      | ?               |
| 3    | ?      | ?               |

| Rang | Pays    | Karatéka    |
| ---- | ------- | ----------- |
| 1    | Norvège | Jale Sorken |
| 2    | ?       | ?           |
| 3    | France  | Serge Tomao |

| Rang | Pays   | Karatéka         |
| ---- | ------ | ---------------- |
| 1    | France | Christophe Pinna |
| 2    | ?      | ?                |
| 3    | ?      | ?                |

##### Kumite féminin
| Rang | Pays     | Karatéka   |
| ---- | -------- | ---------- |
| 1    | Finlande | Sari Laine |
| 2    | ?        | ?          |
| 3    | ?        | ?          |

| Rang | Pays   | Karatéka       |
| ---- | ------ | -------------- |
| 1    | France | Monique Amghar |
| 2    | ?      | ?              |
| 3    | France | Sonia Pallin   |

| Rang | Pays        | Karatéka       |
| ---- | ----------- | -------------- |
| 1    | Royaume-Uni | Janice Francis |
| 2    | ?           | ?              |
| 3    | ?           | ?              |

| Rang | Pays    | Karatéka      |
| ---- | ------- | ------------- |
| 1    | Espagne | Carmen Garcia |
| 2    | ?       | ?             |
| 3    | ?       | ?             |

## Épreuves par équipe

### Kata par équipe
| Rang | Pays   | Karatékas                                      |
| ---- | ------ | ---------------------------------------------- |
| 1    | France | Yves Bardreau, Michaël Milon et Laurent Riccio |
| 2    | ?      |                                                |
| 3    | ?      |                                                |

| Rang | Pays                                      |
| ---- | ----------------------------------------- |
| 1    | France Michelle Forstin Catherine Bernard |
| 2    | ?                                         |
| 3    | ?                                         |

### Kumite par équipe
| Rang | Pays       | Karatékas                                                                  |
| ---- | ---------- | -------------------------------------------------------------------------- |
| 1    | France     | Romain Anselmo, Michaël Braun, Alain Varo et Alexandre Biamonti, notamment |
| 2    | Angleterre |                                                                            |
| 3    | Allemagne  |                                                                            |
| 3    | Pays-Bas   |                                                                            |

| Rang | Pays     | Karatékas              |
| ---- | -------- | ---------------------- |
| 1    | Italie   |                        |
| 2    | Espagne  |                        |
| 3    | France   | Sonia Pallin notamment |
| 3    | Pays-Bas |                        |